# Joachim Ernst Bläsendorf
Joachim Ernst Bläsendorf (auch: Blesendorf, * 12. September 1640 in Zielenzig; † 22. September 1677 bei Stettin) war kurbrandenburgischer Ingenieur-Offizier, Generalquartiermeister der Armee und Parzellierer der Dorotheenstadt.
Sein Vater war Markus Bläsendorf, zunächst Kommandant von Crossen/Oder und später Amtsmann (Amtskastner) in Cottbus.
Er studierte in Leipzig und Frankfurt an der Oder alte Sprachen. Philosophie, Mathematik und Baukunst. Um 1660 arbeitete er als Kondukteur unter Memhardt an der Anlage des Friedrichswerders. Zusammen mit Philipp de Chieze leitete  er bis 1666 den Bau des Oder-Spree-Kanals bei Müllrose und der Schleuse in Berlin.
Er muss den Kurfürsten beeindruckt haben, denn der gab ihm 1666 ein Reisestipendium von 400 Talern jährlich und schickte in nach Frankreich und Rom.
Im Rom lernte er bei dem Mathematiker Athanasius Kircher, ging dann aber als gemeiner Soldat in die Leibgarde des Papstes Alexander VII., besuchte in Rom aber weiterhin Vorlesungen. Trotz des Angebotes des Papstes als auch einiger Kardinäle in deren Dienste zu treten, kehrte er 1668 nach dem Tod des Papstes nach Preußen zurück.
Nach Danzig kam er 1669 auf Empfehlung des Kurfürsten bei Johannes Hevelius. Der Kurfürst ernannte ihn zum kurbrandenburgischen Oberingenieur und Oberdirektor des zivilen und militärischen und des Festungs-Bauwesens. Nach Teilnahme an zahlreichen Feldzügen als Kriegsingenieur wurde er 1673 als Nachfolger Chiezes zum Generalquartiermeister der Armee ernannt. Im gleichen Jahr leitete er die Planung und Absteckung der Dorotheenstadt, deren Bau 1674 begann. Ferner unterrichtete er auch die Prinzen. Er starb am 22. September 1677 bei der Belagerung von Stettin, als er in einem Schützengraben erschossen wurde. Er wurde in der Peterskirche in Kölln an der Spree beigesetzt.
Er heiratete am 7. Juli 1674 Katharina Elisabeth von Peine, eine Tochter des Kriegskommissars in Halberstadt Johann Friedrich von Peine.